# Idukki (district)
Idukki is een district van de Indiase staat Kerala. Het district telt 1.128.605 inwoners (2001) en heeft een oppervlakte van 4479 km². Het is een bergdistrict in de West-Ghats aan de grens van Kerala met Tamil Nadu.

## Geschiedenis
Idukki (zie website van het district) is gevormd als district in 1972. Vanaf 1976 is Painavu de hoofdstad, een nieuwe plaats in de bossen. De eerste plantage in Idukki is gesticht in 1877. Thee bleek het beste gewas voor het gebied, en plantages vervingen een deel van het oorspronkelijk bergwoud. Na de aanname van de Kerala Land Reforms Act is 70.000 acre, ongeveer 280 km², weer in andere handen overgegaan. De werknemers op de theeplantages kwamen uit het lagere deel van Kerala, en uit Tamil Nadu. De eerste stuwdam, het Pallivassal Hydro-Electric Project, is gebouwd tussen 1933 en 1947, met name voor de electriciteitsvoorziening van de theeplantages. Vanaf 1946 werd land toegewezen voor kleinere boerderijen. De bouw van de stuwdam van het Idukki Hydro-Electric Project trok werknemers vanaf 1960. Tussen 1901 tot 1971 nam de bevolking in totaal toe met een factor zestien. Ook vanaf 2000 wordt nog bos in landbouwgrond omgezet.

## Stuwdammen
De stuwdam van het Idukki Project is 555 voet hoog. Samen met dammen bij Cheruthony and Kulamavu vormt het een stuwmeer van 60 km² in de rivier de Periyar. De bouw werd financieel ondersteund door Canada. De centrale heeft 6 turbines van 180 MW. De turbines staan 2195 voet onder het niveau van het stuwmeer, en zijn verbonden met het stuwmeer via tunnels. In totaal zijn er acht stuwdammen in Idukki, de Pallivasal (1940) van 37.5 MW, de Chenkulam (1954) van 48 MW, de Neerimangalam (1961) 48 MW, de Panniyar (1963) 30 MW, de Idukki (1976) 780 MW, de Edamalayar (1987) 75 MW, de Lower Periyar (1997) 180 MW, de Mattupetty (1998) 2 MW, in totaal 1197.5 MW, ongeveer 65% van de electriciteitsbehoefte van Kerala.

## Economie en toerisme

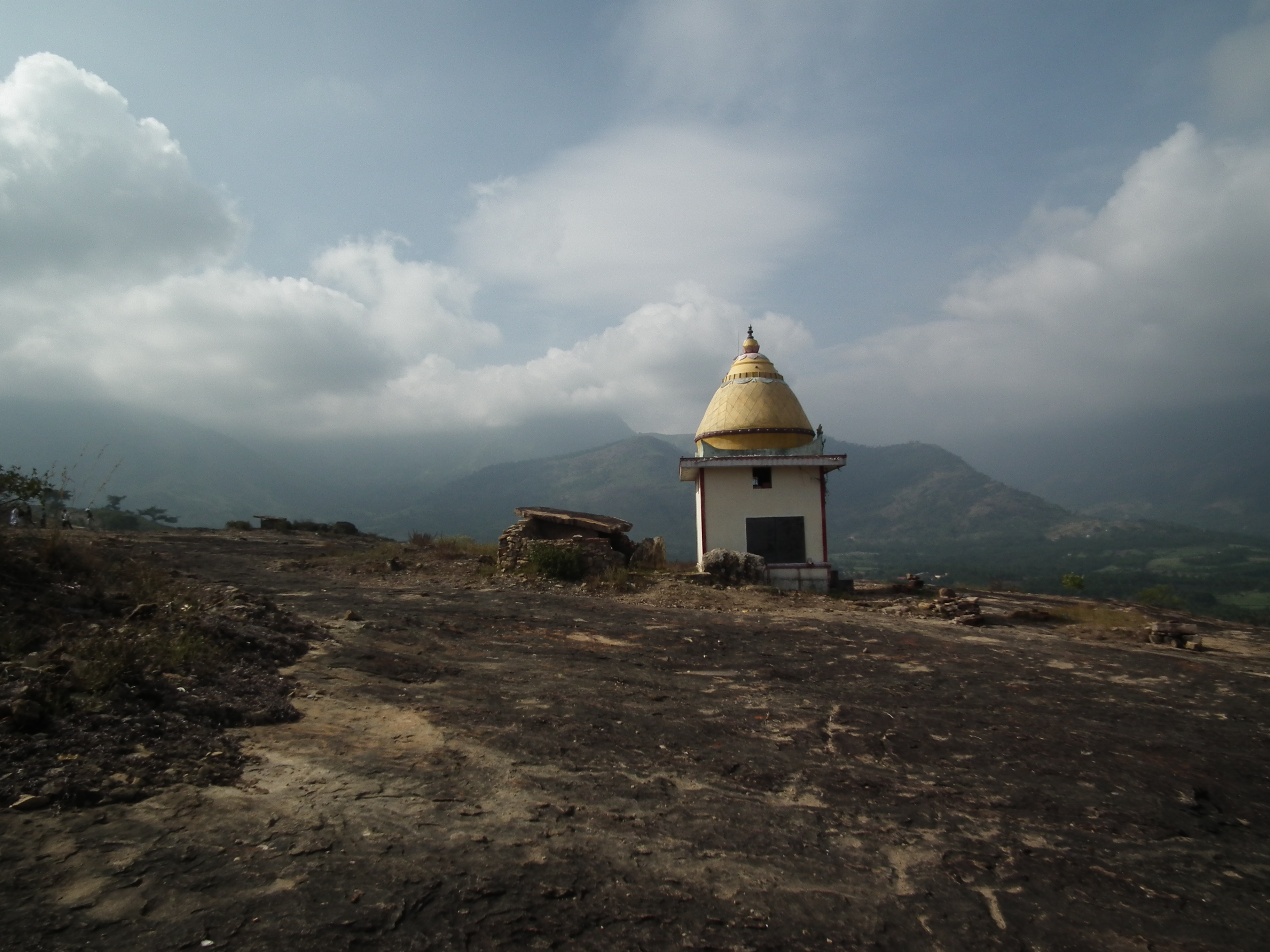
Uitzicht bij Kanthalloor

Idukki heeft een uitgebreid netwerk van scholen en gezondheidszorg. Landbouw en bijbehorende veeteelt vormen het belangrijkste deel van de economie. Ongeveer 42% van het totale oppervlak van Idukki wordt gebruikt hiervoor. De geteelde gewassen zijn, naast de plantagegewassen, zeer divers. Industrie is zeer beperkt aanwezig. Het National Informatics Centre van India ondersteunt de communicatie in Idukki met satellietverbindingen. Door het Idukki district lopen de SH33 van Thodupuzha naar Puliyanmala, de SH13 van Kottayam naar Kumali en de NH49 van Kochi naar Madurai.
De toeristische attracties in Idukki zijn de bergen, de bergdorpen, de drie grote rivieren Periyar, Thalayar en Thodupuzhayar, en de Hill Stations uit de koloniale tijd. Verder zijn er onder andere het Periyar Wildlife Sanctuary, het Periyar Tiger Reserve, het Eravikulam National Park, het Chinnar Wild Life Sanctuary en het Idukki Wildlife Sanctuary. Deze parken vormen onderdeel van het leefgebied van Bengaalse tijgers en Aziatische olifanten.